# Pierre Constantini
Pierre Dominique Costantini (ur. 16 lutego 1889 na francuskiej Korsyce, zm. 30 czerwca 1986) – francuski wojskowy, dziennikarz i publicysta, bonapartysta, założyciel i przewodniczący kolaboracyjnej Ligi Francuskiej i Związku Dziennikarzy Antymasońskich podczas II wojny światowej.
Brał udział w I wojnie światowej jako oficer. W okresie międzywojennym prowadził działalność polityczno-publicystyczną o zabarwieniu bonapartystycznym. W 1939 r. został przyjęty do wojska; służył w lotnictwie jako oficer rezerwy. Po zajęciu Francji przez wojska niemieckie w 1940 r., podjął kolaborację z okupantami. Na pocz. 1941 r. założył Ligę Francuską, na czele której stanął. Redagował jej organ prasowy pismo "L'Appel". W poł. 1941 r. wraz z innymi głównymi kolaborantami francuskimi wszedł w skład Komitetu Centralnego LVF, który prowadził ochotniczą rekrutację do Legionu Ochotników Francuskich przeciw Bolszewizmowi. W 1943 r. utworzył Związek Dziennikarzy Antymasońskich. W momencie wyzwalania Francji przez wojska alianckie w 1944 r. uciekł do Niemiec. Po zakończeniu wojny został aresztowany przez francuskie władze i osadzony w więzieniu. W 1952 r. wyszedł na wolność. Pracował jako dziennikarz i publicysta.